# Yvette Vickers
Pour les articles homonymes, voir Vickers (homonymie).
Yvette Vickers, nom de scène d'Yvette Iola Vedder (née le 26 août 1928 à Kansas City (Missouri), décès en 2010 à Beverly Hills) est une actrice, mannequin et chanteuse américaine.

## Biographie
Vickers est la fille du musicien de jazz Charles Vedder et de sa femme Lola. Durant sa jeunesse, elle voyage avec ses parents pour assister à leurs différents spectacles. Elle va à l'université de Californie à Los Angeles et étudie le journalisme. À l'UCLA, elle suit un cours de théâtre et découvre la comédie, se passionne, alors elle change sa spécialisation en théâtre. Elle tourne des publicités télévisées. Elle déménage à New York pour devenir mannequin pour les publicités du shampoing White Rain, mais elle revient en Californie pour poursuivre une carrière d'actrice.

## Carrière
Sa première apparition au cinéma est répertoriée sous le nom d'Yvette Vedder dans Boulevard du crépuscule (1950), bien qu'elle ne figure pas dans le générique de production. Elle fait sa première apparition au cinéma sous le nom de Vickers dans À deux pas de l'enfer (1957), réalisé par James Cagney. La même année, elle tourne Filles délinquantes ; sur l'affiche, on la voit se battre avec Gloria Castillo.
En 1958, elle apparaît dans L'Attaque de la femme de 50 pieds dans le rôle de Honey Parker, la jeune maîtresse de Harry Archer (William Hudson), marié à l'héritière et personnage principal Nancy Archer (Allison Hayes).
Elle est la Playmate du numéro de juillet 1959 dans Playboy ; la page centrale est une photographie par Russ Meyer. Elle apparaît dans plusieurs autres magazines masculins. Ses rôles au cinéma diminuent à cette époque. Dans les années 1970, elle travaille comme agent immobilier pour compléter ses revenus. Son dernier rôle est dans Evil Spirits, un film d'horreur de 1991.
Vickers est aussi chanteuse. Dans les années 1990, elle sort un hommage jazz à ses parents A Tribute to Charlie and Maria. En 2005, elle visite le Canada pour la première fois pour participer au Toronto Classic Movie Festival. Elle fait avec l'intervieweur Tom Weaver des commentaires audio pour la sortie DVD en 2007 de L'Attaque de la femme de 50 pieds. Elle avait écrit son autobiographie avant sa mort.

## Vie privée
En 1953, Vickers épouse Don Prell, ils divorcent en 1957. Elle se remarie avec Leonard Burns en 1959 et en divorce en 1961. Son troisième et dernier mariage est avec Tom Howland de 1967 à 1969. Vickers n'eut pas d'enfant. Elle a eu une longue liaison avec l'acteur Jim Hutton. Elle a également une relation épisodique avec l'acteur Cary Grant à la fin des années 1950 et au début des années 1960.

## Décès
Vickers est vue vivante pour la dernière fois à l'été 2010. Souffrant de l'alcoolisme et d'une maladie mentale, elle s'était retirée de sa famille élargie et de ses amis. Son corps momifié est découvert par l'actrice et voisine Susan Savage le 27 avril 2011, chez elle au 10021 Westwanda Drive, à Beverly Hills. Le mois de sa mort est inconnu, mais les médecins légistes concluent qu'elle était peut-être morte depuis un an avant la découverte de son corps. Son autopsie est réalisée par le médecin légiste du comté de Los Angeles, qui établit que la cause de son décès est une insuffisance cardiaque résultant d'une maladie coronarienne. Ses restes sont incinérés.
Le propriétaire de Playboy Hugh Hefner exprime son chagrin et son indignation face à sa mort solitaire. Son demi-frère Perry Palmer conserve la possession de ses cendres.

## Filmographie
Cinéma
- 1950 : Boulevard du crépuscule
- 1950 : Fureur sur la ville
- 1957 : Filles délinquantes (en)
- 1957 : À deux pas de l'enfer
- 1957 : P'tite Tête de troufion
- 1958 : Juvenile Jungle
- 1958 : L'Attaque de la femme de 50 pieds
- 1958 : L'Implacable Poursuite (en)
- 1958 : Gangster no 1
- 1959 : L'Attaque des sangsues géantes
- 1962 : Pressure Point
- 1963 : Le Plus Sauvage d'entre tous
- 1963 : Beach Party
- 1971 : What's the Matter with Helen?
- 1991 : Evil Spirits